# (6448) 1991 CW
(6448) 1991 CW (1991 CW, 1969 TL3, 1986 VN9, 1993 VX4) — астероїд головного поясу.
Тіссеранів параметр щодо Юпітера — 3,597.